# Чижиков, Алексей Викторович
Алексей Викторович Чижиков (26 февраля 1969, Москва) — советский и российский футболист, играл на позиции защитника и полузащитника.

## Карьера
Воспитанник ЭШВСМ, в котором в 1987 году начинал профессиональную карьеру. В 1988 перешёл в московское «Динамо-2». В 1990 году провёл один матч за сухумское «Динамо». В 1991 году играл за «Прометей» Люберцы. После распада СССР перешёл в «Динамо-Газовик», за который в чемпионате России дебютировал 25 апреля 1992 года в домашнем матче 6-го тура против ЦСКА, выйдя на 41-й минуте встречи вместо Сергея Ковалёва. В 1993 году вернулся в ФШМ, который в том году назывался ТРАСКО, где и завершил карьеру.